# 静岡県道118号蓮台寺本郷線
静岡県道118号蓮台寺本郷線（しずおかけんどう118ごう れんだいじほんごうせん）は静岡県下田市を通る一般県道である。

## 概要

### 路線データ
- 起点 ： 下田市蓮台寺[1]
- 終点 ： 下田市本郷[1]

## 歴史
- 2018年（平成30年）3月30日 - 終点が下田市立野から本郷へ変更される。同時に路線名が蓮台寺立野線から蓮台寺本郷線へ変更される[1]。

## 地理
静岡県立下田北高等学校、蓮台寺温泉のホテルや旅館などがある。

### 接続路線
- 国道414号

### 通過する自治体
- 静岡県
  - 下田市